# Olivier Renet
Olivier Renet, (nascut el 21 de desembre de 1964), és un jugador d'escacs francès, que té el títol de Gran Mestre des de 1990.
Ha estat diverses vegades campió de França d'escacs per equips amb el seu club de Clichy. Actualment, es dedica sobretot a la formació de joves escaquistes.
A la llista d'Elo de la FIDE del gener de 2022, hi tenia un Elo de 2438 punts, cosa que en feia el jugador número 51 (en actiu) de França. El seu màxim Elo va ser de 2535 punts, a la llista del gener de 1993 (posició 169 al rànquing mundial).

## Resultats destacats en competició
El 1986 i el 1991, Olivier Renet fou segon al campionat de França, amb els mateixos punts que el campió (respectivament, Gilles Miralles i Marc Santo-Roman). Durant el Campionat del món de 1990, fou un dels segons d'Anatoli Kàrpov.
El juliol de 1989, fou el primer francès a depassar la barrera dels 2500 punts d'Elo.
Va guanyar el Campionat de París el 1995 (el 1984, també va guanyar el campionat de París, però el títol fou per Alain Fayard, primer francès classificat del torneig de les capitals de la Comunitat Europea). El 2015 guanyà novament el Campionat de París, amb 7,5 punts sobre 9 i una performance per sobre de 2700 Elo.